# Tunnel Euralpin Lyon Turin
Ne doit pas être confondu avec Tunnel de base du Mont-d'Ambin.
Tunnel Euralpin Lyon Turin TELT-SAS est une société franco-italienne créée en 2015, chargée de la construction puis de la gestion de la liaison ferroviaire transalpine Lyon - Turin.

## Historique
La société est créée le 23 février 2015 pour reprendre les activités de la société Lyon Turin Ferroviaire (LTF)
chargée, entre 2001 et 2015, de réaliser les études et travaux de reconnaissance de la section transfrontalière franco-italienne de la Liaison ferroviaire transalpine Lyon - Turin.

## Forme juridique et capital
TELT est une société par actions simplifiée, dont le capital est détenu pour moitié par l'État français et les Chemins de fer italiens (FS).

## Dirigeants
Le 9 mars 2015, Hubert du Mesnil, président de LTF depuis 2013, est nommé président de TELT par décret publié au Journal officiel,. 
En avril 2022 Daniel Bursaux est nommé président à la place de Hubert de Mesnil .
Le 31 juillet 2023 l'Italien Maurizio Bufalini est nommé directeur général à la suite du décès de Mario Virano .

## Polémique sur des conflits d'intérêts
En décembre 2016, l'association Anticor a saisi le Parquet national financier concernant l'attribution de marchés dans le projet de ligne ferroviaire Lyon-Turin, s'interrogeant sur de potentiels conflits d'intérêts dans les différentes fonctions exercées par l'ancien directeur général de Réseau ferré de France, Hubert du Mesnil.